# 黔湄502
黔湄502，又称黔湄502号、南北红，是贵州省湄潭茶叶科学研究所采取种内杂交方式培育的一种茶树品种，它也是中国国家级茶树良种。

## 沿革
1958年至1965年期间，贵州省湄潭茶业科学研究所（现贵州省茶叶科学研究所）用品质优良的凤庆大叶茶为母本、抗寒性强的宣恩长叶茶为父本，采用种内杂交方法培育。

## 特征
黔湄502号为无性繁殖品种（扦插生存率较高），小乔木型、大叶类、中生种。植株较高大，树姿开张。叶片呈稍上斜状着生，椭圆形，叶色绿。适制红茶。主要分布于贵州南部、西南等地；四川、重庆、广东、广西、湖南、福建等地均有引种。1987年，全国农作物品种审定委员会认定为国家品种（编号GS13002-1987）。